# 拉普拉塔主教座堂

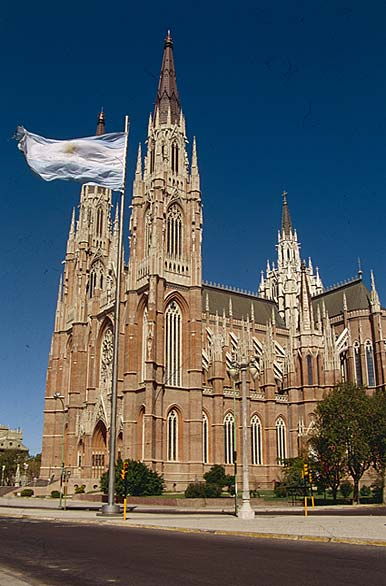
拉普拉塔主教座堂

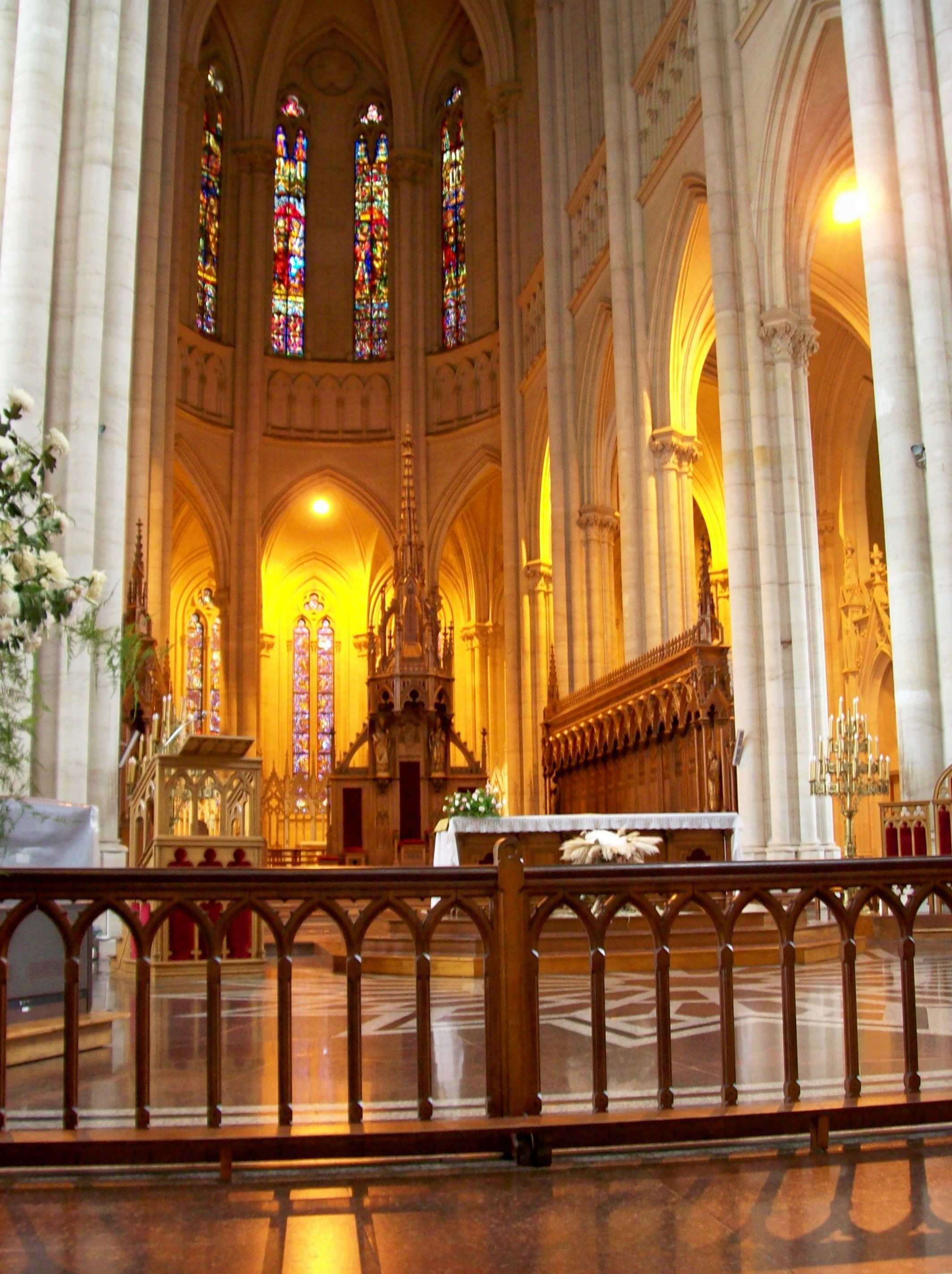
祭坛

34°55′22.38″S 57°57′22.74″W / 34.9228833°S 57.9563167°W
拉普拉塔主教座堂（西班牙語：Catedral de La Plata），全名无玷始胎主教座堂（西班牙語：Catedral de la Inmaculada Concepción），是阿根廷城市拉普拉塔最大的罗马天主教教堂，新哥特式风格，位于市中心，面对中心广场 Moreno广场和市政厅。
拉普拉塔主教座堂模仿了欧洲的亚眠大教堂和科隆大教堂，奠基于1884年。1930年代，由于担心基础不牢而停建，尖顶未完成。1990年代中叶，加强了基础部分，完成了2座钟楼，6个角楼，200个小尖塔，安装了大钟，外部贴面砖，使之类似于北欧教堂乌普萨拉主教座堂。整修工程到2000年向公众开放。
拉普拉塔主教座堂高达367英尺，是美洲最高教堂。